# Camouflage
 Der er for få eller ingen kildehenvisninger i denne artikel, hvilket er et problem. Du kan hjælpe ved at angive troværdige kilder til de påstande, som fremføres i artiklen.

Camouflage, eller sløring i militær terminologi, er tiltag der skjuler nogen eller noget i omgivelserne.
Typisk forbindes ordet med soldater eller jægere, der ifører sig tøj og udstyr, der hjælper dem til ikke at blive set i det terræn de befinder sig i.
Der anvendes forskellige slags camouflage i de forskellige hære og enheder rundt om i verden. Den danske hærs tidligere sløring kaldtes også Sløringsmønster M/84, og findes i en skov- og i en ørkenudgave. Det nuværende sløringsmønster i den danske hær er uniform M11 MTS Multicam. 
- Wikimedia Commons har flere filer relateret til Camouflage

| Militær | Spire Denne artikel om militær er en spire som bør udbygges. Du er velkommen til at hjælpe Wikipedia ved at udvide den. |